# Acantheis indicus
Acantheis indicus är en spindelart som beskrevs av Gravely 1931. Acantheis indicus ingår i släktet Acantheis och familjen Ctenidae. Inga underarter finns listade i Catalogue of Life.